# 중국 야구 국가대표팀
중국 야구 국가대표팀은 중국의 야구 국가대표팀이다.

## 역대 성적

### 올림픽 성적
- 2008년 - 8위(개최국 자동출전)

### 월드 베이스볼 클래식 성적
- 2006년 월드 베이스볼 클래식 - 15위
- 2009년 월드 베이스볼 클래식 - 11위
- 2013년 월드 베이스볼 클래식 - 13위
- 2017년 월드 베이스볼 클래식 - 16위
- 2023년 월드 베이스볼 클래식 - 20위
- 2026년 월드 베이스볼 클래식 - 본선 진출 실패

### 야구 월드컵 성적
- 1998년 야구 월드컵 - 12위
- 2003년 야구 월드컵 - 11위
- 2005년 야구 월드컵 - 10위
- 2009년 야구 월드컵 - 22위

### 아시안 게임 성적
- 1994년 히로시마 아시안 게임 : 4위
- 1998년 방콕 아시안 게임 : 4위
- 2002년 부산 아시안 게임 : 4위
- 2006년 도하 아시안 게임 : 4위
- 2010년 광저우 아시안 게임 : 4위
- 2014년 인천 아시안 게임 : 4위
- 2018년 자카르타·팔렘방 아시안 게임: 4위
- 2022년 항저우 아시안 게임 : 4위

### 아시아 선수권
- 1985년 아시아 야구 선수권 대회: 5위
- 1987년 아시아 야구 선수권 대회: 6위
- 1989년 아시아 야구 선수권 대회: 4위
- 1991년 아시아 야구 선수권 대회: 6위
- 1993년 아시아 야구 선수권 대회: 5위
- 1995년 아시아 야구 선수권 대회: 4위
- 1997년 아시아 야구 선수권 대회: 4위
- 1999년 아시아 야구 선수권 대회: 4위
- 2003년 아시아 야구 선수권 대회: 4위
- 2005년 아시아 야구 선수권 대회:  3위
- 2009년 아시아 야구 선수권 대회: 4위
- 2012년 아시아 야구 선수권 대회: 4위
- 2015년 아시아 야구 선수권 대회: 4위
- 2019년 아시아 야구 선수권 대회:  3위

## 같이 보기
- 국제 야구 연맹(IBAF)
- 야구 월드컵
- 아시아 야구 선수권 대회